# Jean Guichard
Pour les articles homonymes, voir Jean Guichard (évêque) et Guichard.
Jean Guichard ne à Paris le 28 avril 1952, est un photographe français. Il est particulièrement connu pour ses photos de phares, notamment pour une série de 7 photos intitulées « La Jument » et représentant le phare de la Jument dans la tempête.